# Mount Perseus
Mount Perseus är ett berg i Kanada.   Det ligger i provinsen British Columbia, i den centrala delen av landet, 3 300 km väster om huvudstaden Ottawa. Toppen på Mount Perseus är 2 553 meter över havet.
Terrängen runt Mount Perseus är bergig åt sydväst, men åt nordost är den kuperad. Mount Perseus är den högsta punkten i trakten. Trakten runt Mount Perseus är nära nog obefolkad, med mindre än två invånare per kvadratkilometer.. Det finns inga samhällen i närheten.
Trakten runt Mount Perseus består i huvudsak av gräsmarker.